# Rotberger Flutgraben
Der Rotberger Flutgraben ist ein Meliorationsgraben und linker Zufluss des Selchower Flutgrabens in Brandenburg.

## Verlauf
Der Rotberger Flutgraben entwässert eine Fläche nördlich des Autobahnrastplatzes Am Fichtenplan der Bundesautobahn 10. Von dort verläuft er zunächst rund einen Kilometer in nördlicher Richtung, um südlich von Tollkrug, einem bewohnten Gemeindeteil Schönefelds in nordnordöstlicher Richtung abzuzweigen. Nach rund 1,5 km verläuft er südlich von Rotberg in Richtung Kiekebusch. Dort fließt von Süden kommend der Karlshofer Vorfluter aus Karlshof zu. Wenige Meter vor dem Ort zweigt er nach Norden ab, unterquert die Landstraße 102 und entwässert nach weiteren 500 Metern kurz vor der Bundesautobahn 113 in den Selchower Flutgraben.